# 261 av. J.-C.
Cette page concerne l'année 261 av. J.-C. du calendrier julien proleptique.

## Événements
- 11 mars (21 avril du calendrier romain) : début à Rome du consulat de Lucius Valerius Flaccus et Titus Otacilius Crassus[1].
  - Première guerre punique : Rome s’empare d’Agrigente à la fin de 262 ou au début de l’année. Le Sénat romain décide alors de conquérir toute la Sicile et ordonne de construire une flotte de guerre. Romains et Carthaginois s’engagent dans une guerre d’usure. Par une série de sièges, Rome parvient à s’emparer des villes de l’intérieur de la Sicile, tandis que les Puniques conservent les ports. Au centre de l’île, Rome échoue à prendre Mytistraton (en) après un siège de sept mois[2].
- Printemps : Athènes, assiégée par Antigone II Gonatas, capitule (ou 262 av. J.-C.). Fin de la guerre chrémonidéenne. Athènes reçoit un gouverneur macédonien jusqu’en 250 av. J.-C.[3].
  - Gonatas assiège Milet (échec). Il remporte une victoire navale sur les Lagides à Cos (261 ou peu après)[4]. Ptolémée II s’implante en Ionie[5].
- 2 juin : mort d’Antiochos Ier[6].
  - Après sa défaite contre Eumène Ier de Pergame à la bataille de Sardes, Antiochos rentre à Antioche. Il meurt peu après avoir tué un de ses fils, Seleucos, qui s'est révolté en son absence, et désigné son fils cadet comme successeur. Antiochos II Théos devient roi de Syrie (fin de règne en 247 av. J.-C.)[7]. Il conquiert les villes d’Asie Mineure et fonde Laodicée entre 261 et 253 av. J.-C.[8].

- L'empereur maurya des Indes Ashoka conquiert le Kalinga après une guerre sanglante (Orissa actuel). Cent cinquante mille personnes auraient été déportées, cent mille tuées. Cette conquête inspire des remords à Ashoka qui se convertit au bouddhisme[9]. Il envoie des missionnaires bouddhistes en Asie du Sud-Est et dans l’Ouest (Égypte, Proche-Orient, Grèce). Sa politique religieuse reste conciliatrice et il proclame que toutes les religions sont dignes de respect.

## Décès en 261 av. J.-C.
- 2 juin : Antiochos Ier, roi de Syrie.